# Mireval-Lauragais
Mireval-Lauragais è un comune francese di 173 abitanti situato nel dipartimento dell'Aude nella regione dell'Occitania.

## Società

### Evoluzione demografica
Abitanti censiti